# R-2 (Montenegro)
De R-2 of Regionalni Put 2 is een regionale weg in Montenegro. De weg loopt van Berane naar Andrijevica en is 16 kilometer lang.